# フィリペイオン

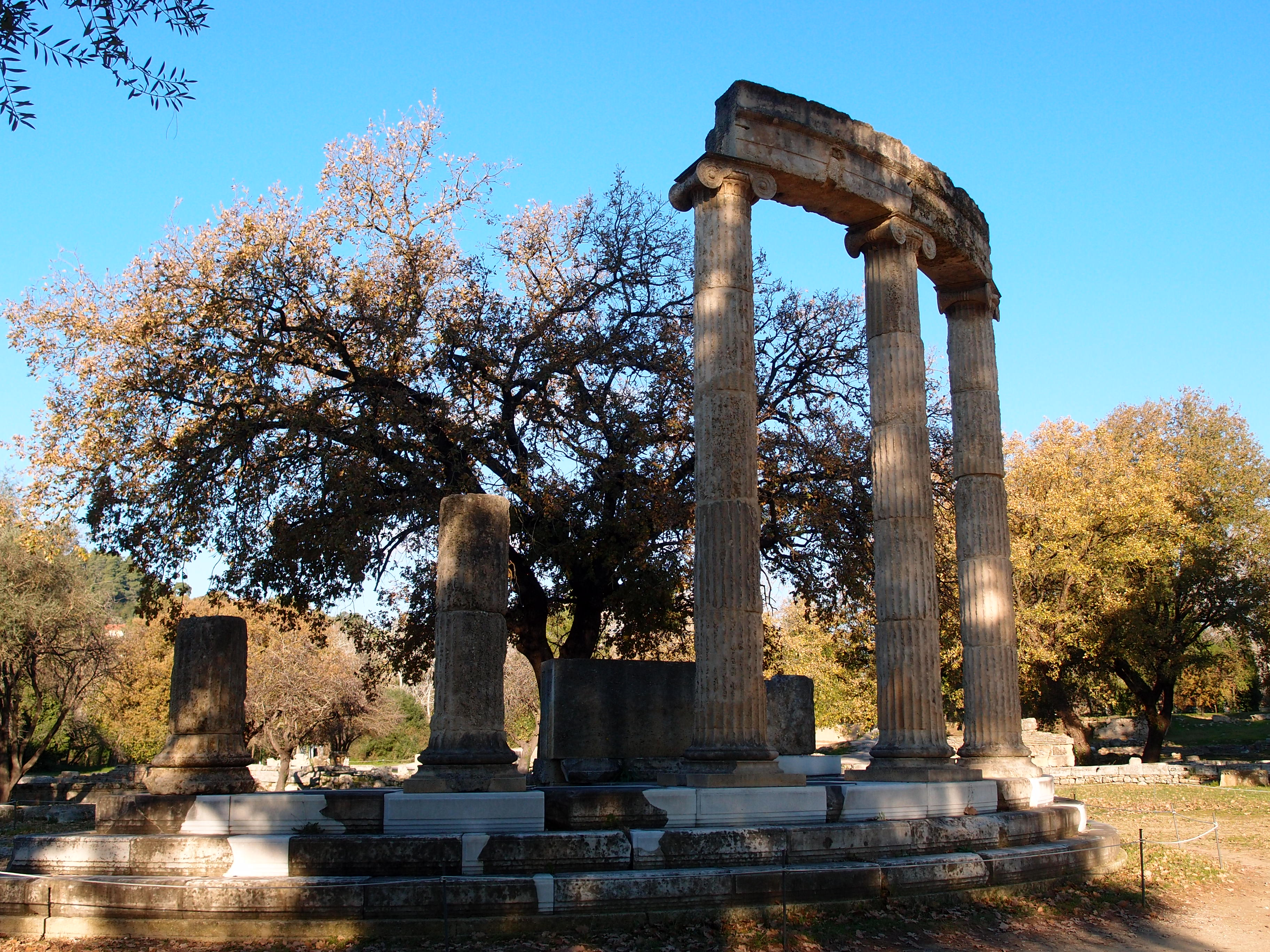
オリュンピア遺跡にあるフィリペイオン

フィリペイオン（古希: Φιλιππεῖον, ラテン文字翻字: Philippeion）は、オリュンピア遺跡にあるイオニア式の円形建築物（トロス）であり、古代において最も優美な建築物のひとつである。外側に18本のイオニア式円柱、内側に9本のコリント式円柱を持ち、その直径は15.25mに及ぶ。入口の反対側に5体の金と象牙の像が祀られた台座があり、像はアレクサンドロス3世、フィリッポス2世、オリュンピアス、アミュンタス3世、エウリディケの5体であった。これらは有名な彫刻家レオカレスの仕事であると言われている。
紀元前338年にカイロネイアの戦いに勝利したフィリッポス2世が、その記念にゼウスの聖域であるオリュンピアにこれを献納した。フィリペイオンという名称もフィリッポス2世に由来している。フィリペイオンはゼウスの聖域の中で唯一の円形建築物であり、これはマケドニア王国がギリシアの覇権を握ったことを示す意味もあった。しかし、フィリッポス2世の治世では完成させることができず、その跡継ぎであったアレクサンドロス3世の治世で遂に完成した。